# 증권 거래소 직원

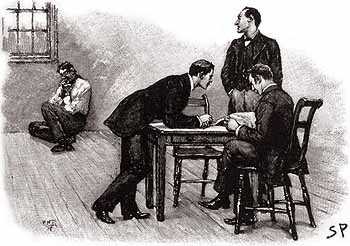

《증권거래소 직원》(The Adventure of the Stockbroker's Clerk)은 영국 작가인 아서 코넌 도일의 56개 셜록 홈즈의 단편 소설 중 하나이며, 단편집 《셜록 홈즈의 회상록》의 네 번째(미국판은 세 번째) 작품이다. 이 작품은 1893년 시드니 파젯(Sidney Paget)의 삽화로 스트랜드 잡지(Strand Magazine)에 처음 발표되었다.

## 줄거리
홀 파이크로프르라는 젊은 직원이 그에게 많은 보수를 지급하는 수상한 직장에 대해 자문을 구한다. 홈즈, 왓슨 그리고 파이크로프트는 기차로 직장이 있는 버밍햄으로 향한다. 그는 최근 증권거래소에서 해고된 후 롬바드 가에 있는 다른 증권거래소인 모슨 앤 윌리엄스에 막 취직한 상태였다. 그 회사에 첫 출근하기 전, 그는 아서 피너라는 사람의 방문을 받고 프랑스가 본사인 새로 설립된 기계유통회사의 간부직을 제의받는다.
파이크로프트는 버밍행으로 가 회사의 공동 창업자이자 피너의 형인 해리 피너를 만난다. 그는 파이크로프트에게 선불로 100 파운드를 제공하고 계약하자고 요청했다. 그는 즉시 업무를 시작하지만, 업무의 비전문성과 부족한 사무실의 비품 등으로 인해 의심하기 시작한다.
홈즈와 왓슨이 일자리를 구하는 걸로 해서 세 사람이 버밍햄의 사무실에 도착했을 때, 피너는 신문을 읽고있었고 매우 충격을 받은 듯 했다. 피너는 그들의 눈을 피해 자살을 시도하지만 왓슨이 그의 목숨을 구한다. 홈즈는 형제의 이야기는 거짓이고 피너는 한 명이라고 결론을 내린다. 이 사건의 핵심은 파이크로프트의 서명을 얻는 것이었고, ‘가짜’ 파이크로프트는 모슨 앤 윌리엄스에 고용돼 있을 것이라고 추리한다. 모슨 앤 윌리엄스는 값비싼 증권을 보관하고 있었고 가짜 파이크로프트는 금고털이였던 것이다.
신문에 따르면 모슨 앤 윌리엄스의 경비원이 살해되기는 했지만 범인은 체포되었다. 위조범이자 금고털이범인 베딩턴은 파이크로프트로 위장했고, 그의 형은 피너로 행세했다. 수십만 파운드의 미국 철도 채권, 금광 및 다른 회사의 유가 증권이 탈취되었지만 경찰이 찾아냈다.
경찰이 피너를 체포하려 한다는 얘기를 듣고 홈즈가 말하길
| “ | 인간의 심성이란 오묘한거야, 왓슨. 아무리 악당이고 살인자라해도 그의 형이 자살을 하려 했다는 소식을 들으면 마음이 편치 않을테니까 말이야. | ” |

## 부수적인 이야기
이 이야기의 구성은 《붉은 머리 연맹》과 비슷하다. 즉, 범행을 하는 동안 장애가 되는 사람을 끌어내기 위해 그럴듯한 사기 수법을 만들어낸다. 이와 비슷한 구성은 《세 명의 개리뎁》에서 볼 수 있다.